# كوي ليراي
كوي ليراي هي مغنية أمريكية ولدت في 11 مايو 1997.

## روابط خارجية
كوي ليراي على موقع IMDb (الإنجليزية)
- كوي ليراي على موقع ميتاكريتيك (الإنجليزية)
- كوي ليراي على موقع روتن توميتوز (الإنجليزية)
- كوي ليراي على موقع ميوزك برينز (الإنجليزية)
- كوي ليراي على موقع أول ميوزيك (الإنجليزية)
- كوي ليراي على موقع ديسكوغز (الإنجليزية)
- كوي ليراي على موقع قاعدة بيانات الفيلم (الإنجليزية)